# بازچیرگی ساسانیان بر یمن
بازچیرگی شاهنشاهی ساسانی بر یمن دلالت بر نبردی در سال ۵۷۵ یا ۵۷۸ میلادی می‌دارد که با یورش سپاه ساسانی به ‌یمن، منجر به برون‌آوردن آن سرزمین از دست امپراتوری آکسوم شد. پس از این نبرد معدی کرب پسر سیف بن ذی‌یزن فرمانروای یمن شد. پیش از این نبرد یمن سیف ذی یزن، فرمانروای یمن، به‌دست مردان آکسوم کشته و یمن به‌دست حبشیان افتاد.